# Alfredo García Alén
Alfredo García Alén (Pontevedra; 10 de abril de 1923 - Pontevedra; 25 de enero de 1981) fue un historiador, investigador etnográfico, arqueólogo y maestro gallego.  

## Trayectoria

### Vida
Hijo de María Alén Solla y Alfredo García Hermida, maestros ambos en Pontevedra. Tuvo nueve hermanos: María Rita, Inés, Luciano, Celia, Vicente, Margarita, Francisco, Carlos y Roberto.
Comenzó con 14 años en el Museo de Pontevedra, donde entró como alumno colaborador, convirtiéndose en el primer alumno colaborador registrado en un museo español, mientras aún era estudiante de bachillerato. 
Obtenido el título de Bachillerato, siguió con la tradición familiar y cursó la carrera de magisterio. Al acabarla, estudió la licenciatura de Derecho y Filosofía y Letras, Sección de Historia. Y, posteriormente se doctoró con una tesis sobre Cerámica popular gallega.
En 1944 consiguió la plaza de auxiliar de secretaría en el Museo de Pontevedra. Más adelante llegarían los puestos de secretario y director adjunto.
Ejerció como docente en la Escuela Normal de Pontevedra y en los institutos Sánchez Cantón y A Xunqueira. Además, ocupó por un breve período de tiempo el puesto de concejal y de teniente de alcalde y regidor en el Concello de Pontevedra

### Actividades
Entre las posiciones y responsabilidades que ostentó se encuentran: vicedirector de la Casa Museo Rosalía de Castro; secretario técnico de Patrimonio Artístico de la Junta de Galicia; vocal de la Comisión Provincial de Monumentos y de la Defensa del Patrimonio Artístico; académico correspondiente de la Real Academia de Bellas Artes, de la Real Academia de la Historia y de la Real Academia Gallega; colaborador del Instituto Padre Sarmiento y vocal del patronato del Museo del Pueblo Gallego.
Además de sus roles como profesor y empleado del Museo de Pontevedra, se distinguió como autor en los ámbitos de la arqueología, la etnografía y la historia, resaltando su labor en la catalogación artística y la preservación del patrimonio. 
En el ámbito arqueológico, sus obras destacadas incluyen "Materiales para la carta arqueológica de la provincia de Pontevedra" (en colaboración con Xosé Filgueira Valverde, 1954), con sus subsiguientes ediciones, y "Grabados rupestres de la provincia de Pontevedra" (junto a Antonio de la Peña Santos, 1980). 
En el ámbito de la numismática, sus escritos se dieron a conocer en la revista Museo de Pontevedra, además de contribuciones sobre la prehistoria gallega en publicaciones como El Museo de Pontevedra, Boletín de la Comisión Provincial de Monumentos de Ourense, Cuadernos de Estudios Gallegos, La Noche, Emérita y Gallaecia. Asimismo, participó activamente en relevantes excavaciones durante los años cincuenta, incluyendo la del yacimiento de la Lanzada, colaborando con destacados profesionales de la arqueología de esa época. 
Se involucró en la antropología social y cultural de Galicia, mostrando habilidades para conectar con informantes durante las exploraciones. Fue mentor y guía para relevantes investigadores en el ámbito de la etnografía. Su enfoque se centró en la cerámica tradicional, plasmado en su obra "A alfarería na literatura popular galega" (1980), y contribuyó a "La alfarería de Galicia", obra publicada por su hermano Luciano García Alén editada en dos tomos por la Fundación Pedro Barrié de la Maza en 1983. También firmó trabajos en revistas como la de la Sociedad Arqueológica o en la Revista de dialectología y tradiciones populares.
Autor prolífico de artículos históricos para la revista el Museo de Pontevedra y responsable de redactar la memoria integral de la institución museística. Además, contribuyó con transcripciones de documentos para la misma publicación.
A su vez, participó activamente en exposiciones organizadas por el Museo y otros centros culturales, como el Instituto P. Sarmiento de Estudios Gallegos. 
Su colaboración se extendió a periódicos y diarios como Litoral, Faro de Vigo, El Correo Gallego, Diario de Pontevedra y la Gran Enciclopedia Gallega, entre otros. Además, destacó por su labor como conferenciante.  

### Reconocimientos
-	Premio Ciudad de Pontevedra de 1980 
-	Se crearon premios y ayudas para estudiantes que llevarían su nombre
-	Se creó el Grupo de Arqueología “Alfredo García Alén” https://www.grupogarciaalen.es/historial/
-	Calle “Alfredo García Alén” en Pontevedra

### Exposiciones
•	XXIIIª Exposición. «Iconografía Mariana». (Catálogo). Museo de Pontevedra. Pontevedra. Agosto-octubre, 1959. (En colaboración con Xosé Filgueira Valverde). 
•	Relación de los mapas, cartas e planos reunidos na 19ª Exposición («Cartografía de Galicia») do Instituto P. Sarmiento de Estudios Gallegos. Santiago, 1966, pp. 16-30.
•	Sumario da exposición «El centenario de Méndez Núñez», El Museo de Pontevedra, XXIV, 1970), pp. 161-169. 
•	«Manuel Quiroga. Su vida y sus obras», El Museo de Pontevedra, XXVII, 1973, pp. 197-213. 
•	Catálogo da Exposición do Fonograma. Museo de Pontevedra. Exposición CVI. «Historia del Fonograma». Pontevedra. 25-30 de septiembre de 1978. 
•	«Benito Vázquez, pintor». Exposición, Sala de Cultura. Pontevedra, 1979.